# Uman Island
Uman Island är en ö i Mikronesiska federationen.   Den ligger i kommunen Uman-Fonuweisom Municipality och delstaten Chuuk, i den västra delen av landet, 700 km väster om huvudstaden Palikir. Arean är 4,1 kvadratkilometer.
Terrängen på Uman Island är lite kuperad. Den sträcker sig 3,3 kilometer i nord-sydlig riktning, och 1,9 kilometer i öst-västlig riktning.